# Енн Стівенсое Кемерон
Енн Стівенсое Кемерон (англ. Ann Stephenson Cameron; нар. 1 січня 1967) — колишня американська тенісистка.
Найвищу одиночну позицію світового рейтингу — 247 місце досягла Feb 14, 1994, парну — 602 місце — Oct 15, 1990 року.

## Фінали ITF

### Одиночний розряд: 1 (0–1)
| Результат | Ранг | Дата     | Турнір                 | Покриття | Суперниця      | Рахунок  |
| --------- | ---- | -------- | ---------------------- | -------- | -------------- | -------- |
| Поразка   | 1.   | Січ 1992 | ITF Нью-Браунфелс, США | Тверде   | Стелла Сампрас | 1–6, 5–7 |